# Hani Awijan
Hani Awijan (1977 - Nablus, 29 juli 2006) was een Palestijnse militant en terrorist.
Awijan was lid van de Palestijnse militante- en terreurorganisatie Islamitische Jihad. Daarbinnen was hij actief in de militaire vleugel, de zogeheten Al-Qoeds Brigades waarbij hij de leiding had over de sectie van de op de Westelijke Jordaanoever gelegen stad Nablus.
Volgens Israël zou hij betrokken zijn geweest bij de organisatie van diverse zelfmoordaanslagen op Israëli's. Een undercovereenheid van het Israëlische leger trachtte onder andere hem op 29 juli 2006 op de Westelijke Jordaanoever te arresteren; bij het daarop volgende vuurgevecht kwamen hij en een andere Palestijnse terrorist om het leven.
Hani Awijan overleed op 29-jarige leeftijd.